# Paradmontia picticornis
Paradmontia picticornis là một loài ruồi trong họ Tachinidae.